# Claudia Portocarrero
Claudia Cesilia Portocarrero Paravé (Iquitos, 1 de agosto de 1985) es una ex-bailarina, presentadora, personalidad de televisión y neurolingüista peruana. Alcanzó la popularidad por haber sido parte de diferentes agrupaciones musicales y desarrollar su carrera artística en la televisión de su país.

## Biografía
Claudia Portocarrero nació el 1 de agosto de 1985 en Iquitos, departamento de Loreto, lugar donde ha desarrollado sus primeros años. Proveniente de una familia de clase baja, es la tercera y última de cuatro hermanos. Es hermana de la también bailarina Sally Portocarrero.[cita requerida]
Comenzó su carrera artística desde adolescente, gracias al haber aceptado la propuesta del productor Nilver Huárac para formar parte de su grupo musical Alma Bella.[cita requerida] Gracias a su popularidad por su faceta de bailarina de cumbia, lo llevó a formar parte de la banda musical Orquesta La Tribu, liderada por el cantante Dilbert Aguilar, quien sería más tarde su pareja sentimental, obteniendo así su paso al estrellato y empezó a participar en diferentes programas de televisión en su país, haciendo su debut con el espacio musical Ritmo de los sábados.
Portocarrero fue parte del programa cómico Tijereando como actriz cómica en 2005, compartiendo roles con los comediantes Miguel Barraza y Gordo Casaretto.[cita requerida] Al año siguiente, ingresa al reparto principal del otro formato Sábado bravazo.[cita requerida] Tras haber participado ocasionalmente en programas de espectáculos como figura televisiva, Portocarrero ingresa por primera vez a la coconducción del programa televisivo ¡Qué país! por el canal Panamericana en 2007, compartiendo el rol junto a Beto Ortiz[cita requerida] y fue partícipe en diferentes desfiles de moda de la mano de Nino Peñaloza. En el año 2009, fue parte de la película musical Motor y motivo, y al año siguiente, concursa en la secuencia Amigos y rivales del programa de televisión Habacilar sin éxito. Participó como cameo en la telenovela Lalola en 2011.
Años más tarde, en 2013 concursa en el reality de baile El gran show ocupando el tercer puesto de la competencia. Seguidamente, protagonizó el videoclip del tema musical «Vida mía», interpretado por el cantante de música andina y cristiana William Luna ese año. Previo a ello, asumió la conducción del programa La movida de los sábados en reemplazo de la presentadora Janet Barboza por un tiempo limitado en 2012.
Además, Portocarrero prestó su presencia para la cinta cómica Lusers en 2015, donde interpreta a una nativa. Participó en la conducción del programa televisivo Con permiso por la señal de RBC Televisión y Sur Perú el año 2018, cuyo formato es de magacín familiar.
Tras su alejamiento de la televisión peruana, Portocarrero realizó sus estudios de programación neurolingüística en una universidad colombiana en común. A partir de inicios de la década de los 2020, oficializó su radicación en Países Bajos, donde permanece en la actualidad, además de realizar conferencias en diferentes eventos en privado.[cita requerida]

## Créditos

### Televisión
- Ritmo de los sábados (2001-2002), bailarina.
- Tijereando (2005), actriz cómica.
- Sábado bravazo (2005-2006), actriz cómica.
- ¡Qué país! (2007), copresentadora.
- Magaly TeVe (2007), invitada.
- Habacilar (2010), participante de la secuencia Amigos y rivales.
- Lalola (2011) como ella misma.[5]
- El gran show (2013), participante.[14]
- La movida de los sábados (2012), presentadora.
- Con permiso (2018-2019), presentadora.
- Noche de patas (2022), invitada especial.
- El gran chef famosos (2025), participante.

### Cine
- Motor y motivo (2009)[15]
- Lusers (2015) como Nativa.
- Enemigo oculto (2018) como Flor.